# IBA llacunes Pedra Badejo
L'IBA llacunes de Pedra Badejo és una zona de l'arxipèlag de Cap Verd situada 600 km de la costa del nord-oest d'Àfrica, a l'oceà Atlàntic. El lloc comprèn 200 hectàrees ocupades per dues llacunes d'aigua salobre i els seus voltants, situada just al sud de la ciutat de Pedra Badejo, a la costa nord-est de l'illa de Santiago. Les llacunes han estat reconegudes com a aiguamoll d'importància internacional per designació en el marc del conveni de Ramsar.

## Descripció
L'àrea al voltant de les llacunes és intensament conreada amb cocos, canya de sucre, banana, mandioca i altres conreus. Les llacunes permanents es troben a la desembocadura de tres corrents d'aigua estacionals que, quan arriben les inundacions durant l'estació humida, dipositen grans quantitats de fang i runa a les llacunes, que les fa atractives per a aus aquàtiques com limícoles i martinets. El lloc també és compatible amb una població d'amenaçades boscarles de Cap Verd i ha estat identificat com una Àrea Important per a les aus (IBA) per BirdLife International.